# Anthrenus pimpinellae
Anthrenus pimpinellae là một loài bọ cánh cứng được tìm thấy ở châu Âu, Cận Đông and the Nearctic. Ở châu Âu, it được tìm thấy ở Albania, Andorra, Áo, Bosna và Hercegovina, Quần đảo Anh, Bulgaria, Croatia, Cộng hòa Séc, mainland Đan Mạch, Estonia, European Thổ Nhĩ Kỳ, mainland Pháp, Đức, mainland Hy Lạp, Hungary, mainland Ý, Kaliningrad, Latvia, the Republic of Macedonia, Moldova, Ba Lan, mainland Bồ Đào Nha, România, miền nam Nga, Sardegna, Slovakia, Slovenia, mainland Tây Ban Nha, Thụy Điển, Thụy Sĩ, Ukraina, Nam Tư.

## Hình ảnh

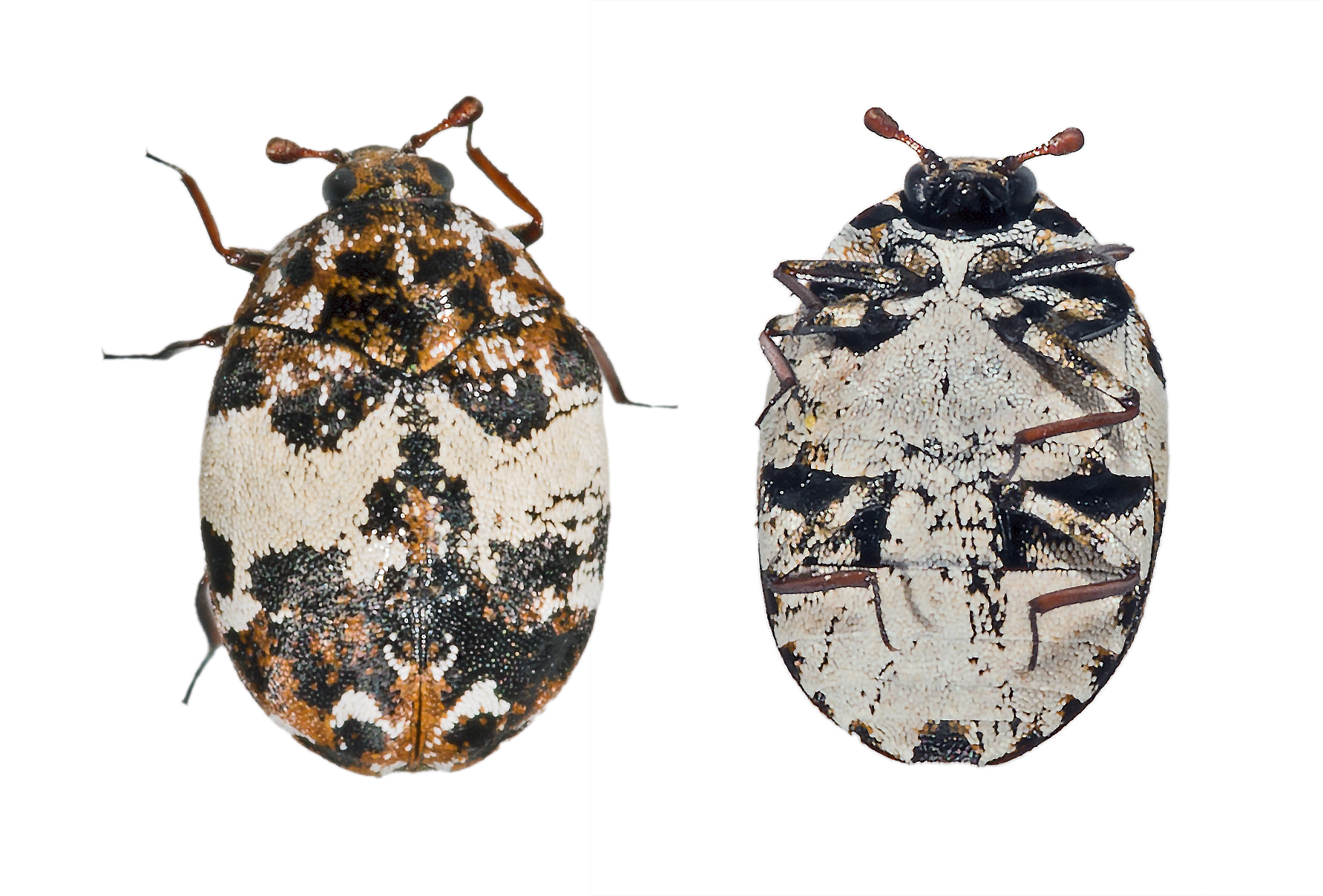
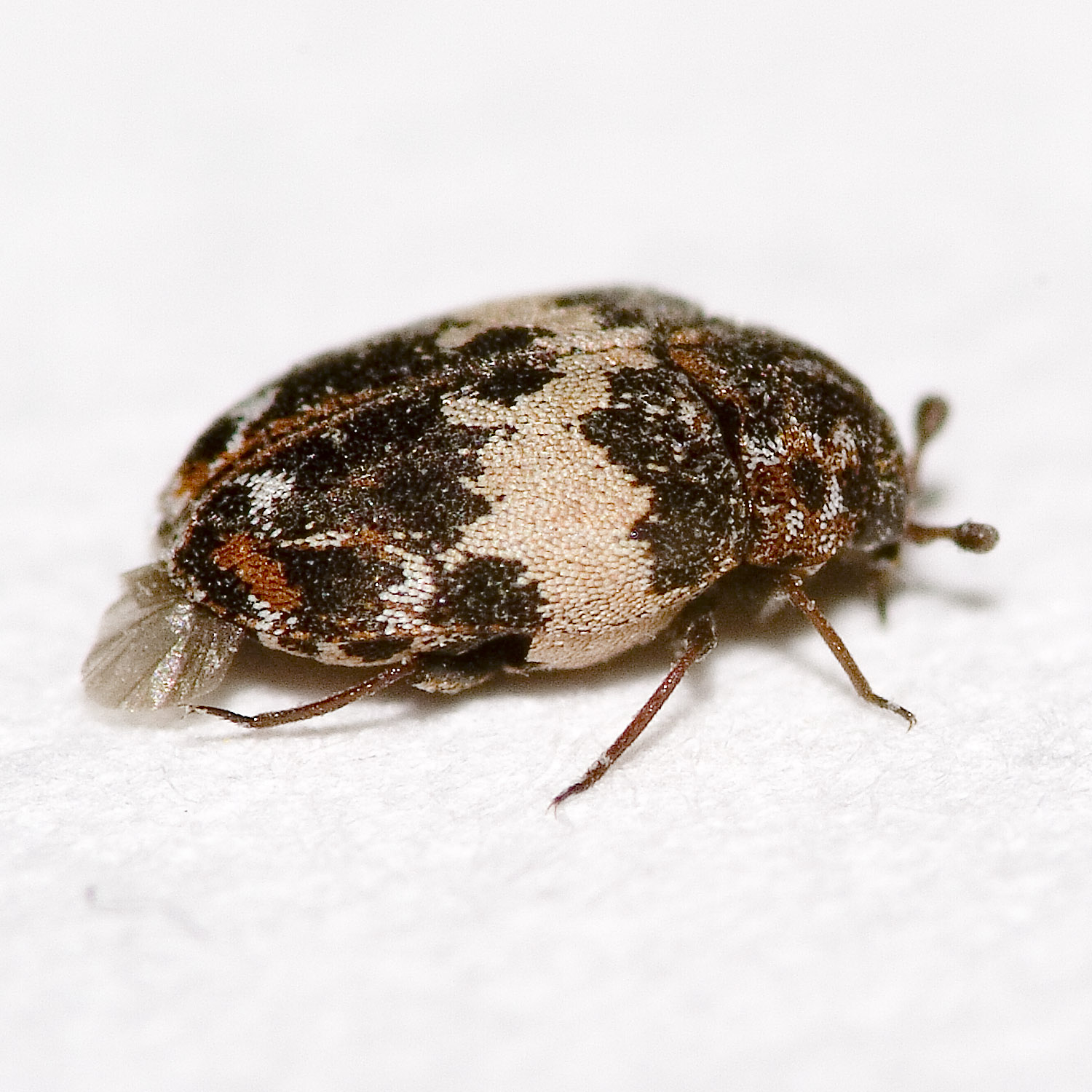
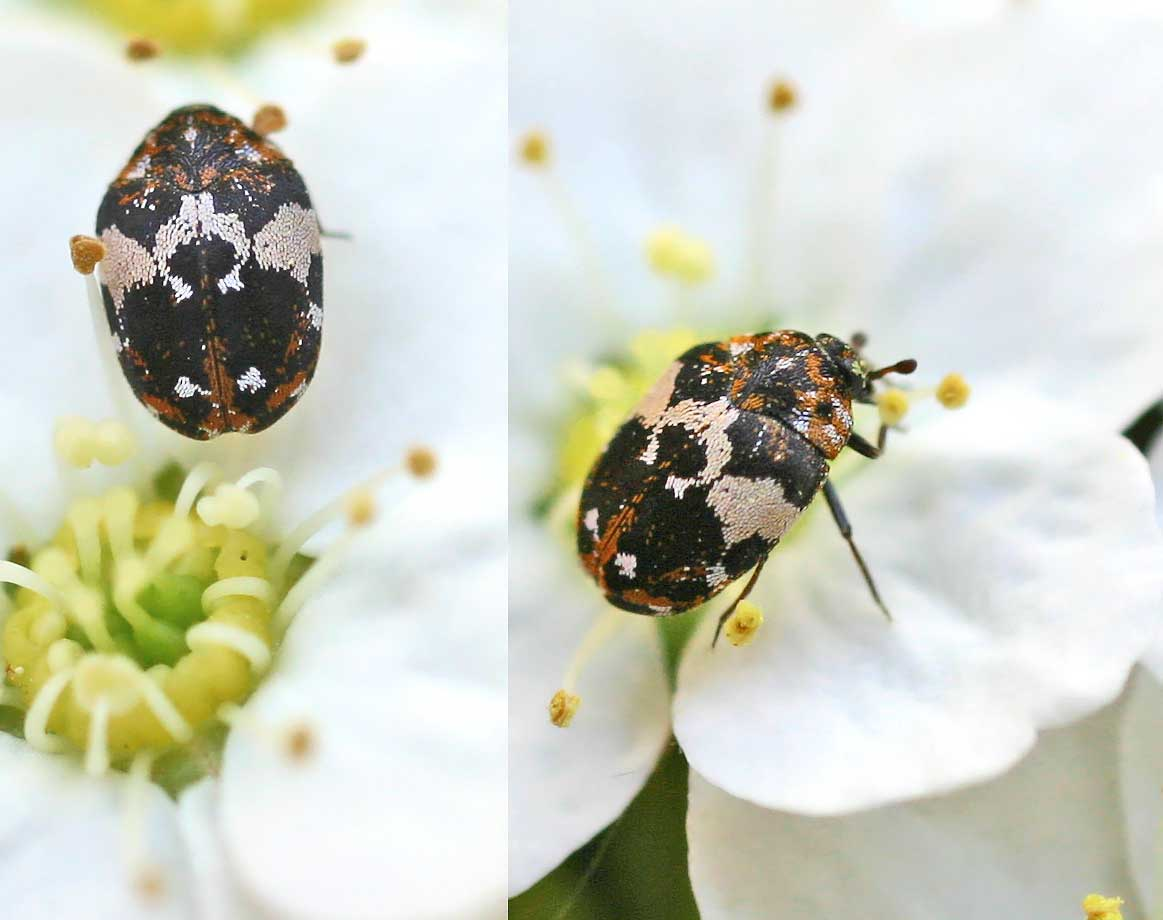
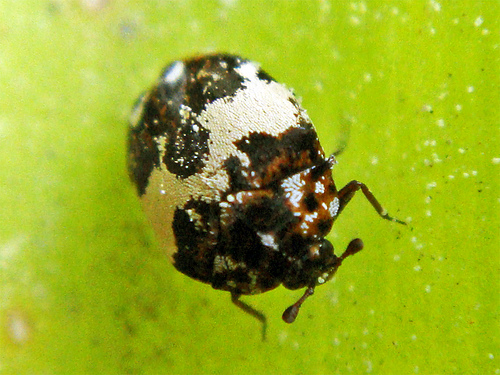
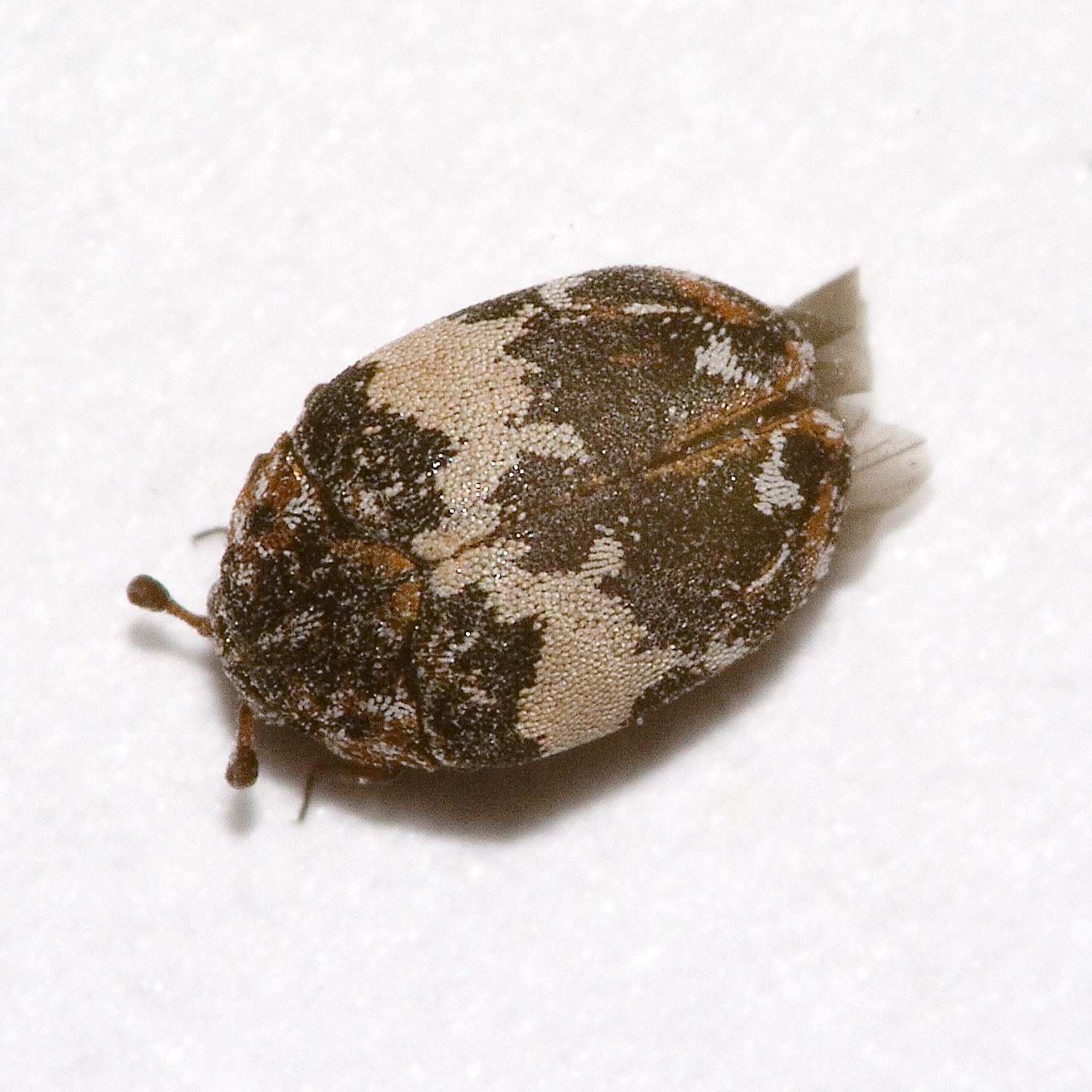